# Pteroptrix maritima
Pteroptrix maritima är en stekelart som beskrevs av Nikol'skaya 1952. Pteroptrix maritima ingår i släktet Pteroptrix och familjen växtlussteklar. Inga underarter finns listade i Catalogue of Life.